# Madagascar en los Juegos Paralímpicos de Río de Janeiro 2016
Madagascar estuvo representado en los Juegos Paralímpicos de Río de Janeiro 2016 por un deportista masculino. El equipo paralímpico malgache no obtuvo ninguna medalla en estos Juegos.